# Eierschecke

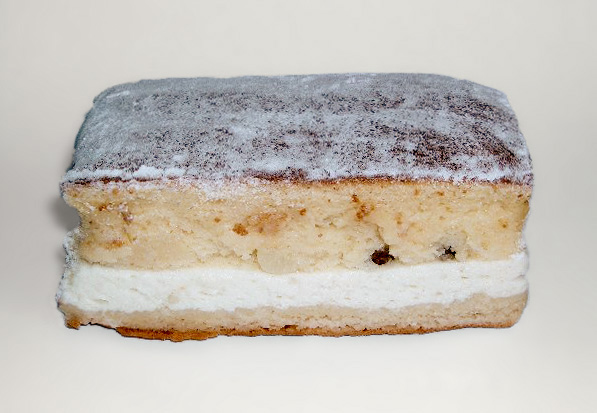
Dresdner Eierschecke.

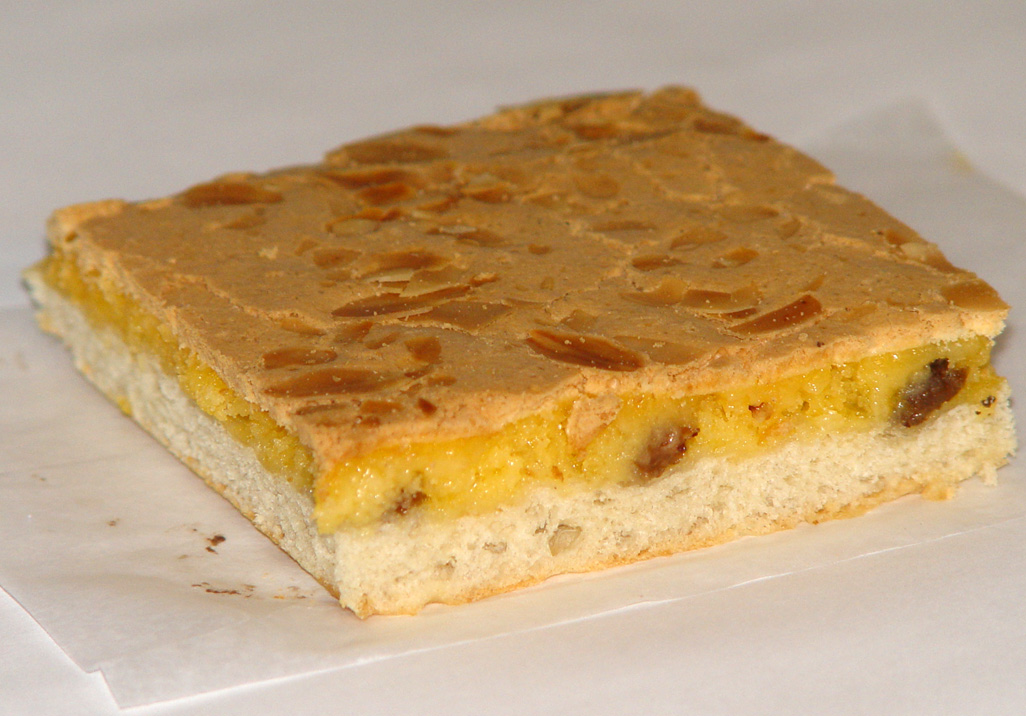
Freiberger Eierschecke.

La Eierschecke es una especialidad culinaria de los estados alemanes de Sajonia y Turingia.
Se trata de una especie de pastel formado por tres capas. La inferior es una masa quebrada (con o sin levadura). La capa intermedia es una crema de queso quark y vainilla, que también contiene mantequilla, huevo, azúcar y leche. La capa superior, llamada Schecke, es la que da nombre al postre. Se compone de yema de huevo batida con mantequilla y azúcar, una crema de vainilla y claras a punto de nieve.
El pastel resultante se hornea. La variante descrita recibe el nombre de Dresdner Eierschecke. Existe otra variante, la Freiberger Eierschecke, que es mucho más plana, no contiene quark y lleva pasas. Hay una leyenda popular sobre su origen que dice que todo el quark destinado a la producción de Eierschecke en Freiberg fue requisado y se hizo con él mortero para la construcción de la muralla de la ciudad. Para compensar la pérdida de sabor los reposteros locales añadieron más huevos, más azúcar y, por primera vez, pasas.
Normalmente tiene un corte rectangular, pero algunas veces se hace también en forma de tarta.

## Literatura
- Jürgen Helfricht, Hartmut Quendt: Sächsisches Spezialitäten-Backbuch. Husum Verlag 2007. ISBN 978-3-89876-230-4 (en alemán).